# Vince Dundee
Vince Dundee, właśc. Vincenzo Lazzaro (ur. 22 października 1907 w Baltimore, zm. 27 lipca 1949 w Glendale) – amerykański bokser, zawodowy mistrz świata kategorii średniej.
Pochodził z rodziny włoskich imigrantów, którzy osiedlili się w Baltimore. Jego starszy brat Joe Dundee był również zawodowym bokserem, mistrzem świata w wadze półśredniej. On jako pierwszy przybrał ringowe nazwisko Dundee, a za nim podążył Vince.
Vince Dundee rozpoczął karierę boksera zawodowego w 1923. W tym roku stoczył 9 walk, z których 8 wygrał 1 zremisował. W następnym stawał w ringu 18 razy, 12 razy zwyciężając i 6 razy remisując. Pierwszej porażki doznał dopiero w październiku 1926, kiedy pokonał go Andy DiVodi. W 1927 walczył 15 razy, w tym wygrał z Baby Joe Gansem. W lutym 1928 pokonał go na punkty Jackie Fields, który wygrał z nim również w kwietniu tego roku, a następnie w październiku 1929 i w styczniu 1930. W międzyczasie Dundee toczył wiele zwycięskich pojedynków pięściarskich. W kwietniu 1930 i w czerwcu 1931 pokonał Bena Jeby’ego, a w lipcu tego roku przegrał z Marcelem Thilem. W sierpniu 1932 wygrał na punkty z Kenem Overlinem.
Sytuacja w wadze średniej skomplikowała się po rezygnacji Mickeya Walkera z tytułu mistrza świata w 1931. National Boxing Association (NBA) uznawała za mistrza Gorillę Jonesa, a następnie jego pogromcę Marcela Thila (który był również akceptowany przez International Boxing Union), zaś zdaniem New York State Athletic Commission (NYSAC) od 1933 mistrzem był Ben Jeby. 17 marca 1933 w Madison Square Garden w Nowym Jorku Dundee zmierzył się o ten tytuł z Jebym, ale orzeczono remis. W sierpniu i we wrześniu tego roku Dundee dwukrotnie przegrał z Teddym Yaroszem.
30 października 1933 w Bostonie stoczył walkę o tytuł mistrza świata z Lou Brouillardem, który był mistrzem w wersji NBA i NYSAC. Dundee zwyciężył jednogłośnie na punkty. W obronie nowo zdobytego tytułu pokonał 8 grudnia tego roku w Bostonie Andy’ego Callahana i 3 maja 1934 w Paterson Ala Diamonda. Wcześniej w 1934 wygrał towarzyskie walki z Jebym i z przyszłym pretendentem do mistrzostwa świata w wadze ciężkiej Alem McCoyem.
Kolejna obrona mistrzowskiego pasa nie był już udana, ponieważ 11 września 1934 w Pittsburghu Dundee przegrał z Teddym Yaroszem na punkty. W styczniu 1935 pokonał Eddiego „Babe” Risko (który we wrześniu tego roku odbierze Yaroszowi tytuł mistrza świata), a 30 lipca w Seattle doznał porażki przez techniczny nokaut w 3. rundzie z rąk Freddiego Steele’a. Dundee był liczony 11 razy oraz miał złamaną szczękę, zanim sędzia przerwał pojedynek. Była to jedyna przegrana przed czasem w karierze Dundee. Pauzował po niej do 1937, w którym stoczył 7 walk, z których wygrał 5, a przegrał dwie: z Billym Connem i z Honey Boyem Jonesem. Po tej ostatniej wycofał się z ringu.
Później chorował na stwardnienie rozsiane. Zmarł w 1949 w wieku 41 lat.